# کوسه‌های راسویی
کوسه‌های راسویی (نام علمی: Hemigaleidae) نام یک تیره از راسته زمین‌کوسه‌سانان است.